# ریچارد ای. بیکر
ریچارد ای. بیکر (انگلیسی: Richard A. Baker؛ زادهٔ ۲۷ نوامبر ۱۹۶۵) مدیر کارآفرین اهل ایالات متحده آمریکا است، که هم‌اکنون به‌عنوان مدیرعامل هادسونز بی کمپانی فعالیت می‌کند.